# Voile aux Jeux des îles de l'océan Indien 2003
Navigation
2011
Les compétitions de voile aux Jeux des îles de l'océan Indien 2003 se déroulent du 30 août au 6 septembre 2003 à Maurice.

## Épreuves au programme
Six épreuves de voile sont au programme de ces Jeux des îles de l'océan Indien : 
- Laser (hommes et femmes)
- Mistral (hommes et femmes)
- Formula

## Médaillés
| Épreuves       | Or                           | Argent                  | Bronze               |
| -------------- | ---------------------------- | ----------------------- | -------------------- |
| Laser hommes   | Paul Alain Julie (SEY)       | Rodney Govinden (SEY)   | Xavier Haize (REU)   |
| Laser femmes   | Solenne Brain (REU)          | Stéphanie Le Juge (MRI) | Valérie Gérard (MRI) |
| Mistral hommes | Joseph Barbe (SEY)           | Jovani Simeon (SEY)     | Fabrice Tamby (MRI)  |
| Mistral femmes | Pascale Menage Paturau (MRI) | Chantal Hoffmann (SEY)  | Endra Hatiff (SEY)   |
| Formula hommes | Fabrice Leclézio (MRI)       | Stephen Stravens (SEY)  | Denis Rey (REU)      |
| Formula femmes | Pascale Menage Paturau (MRI) | Marianne De Alzua (REU) | -                    |

## Tableau des médailles
| Rang | Nation     | Or | Argent | Bronze | Total |
| ---- | ---------- | -- | ------ | ------ | ----- |
| 1    | Maurice    | 3  | 1      | 2      | 6     |
| 2    | Seychelles | 2  | 4      | 1      | 7     |
| 3    | La Réunion | 1  | 1      | 2      | 4     |